# Juan Bosch
Juan Emilio Bosch Gaviño (ur. 30 czerwca 1909 w La Vega, zm. 1 listopada 2001 w Santo Domingo) – dominikański pisarz, historyk oraz polityk, prezydent kraju w 1963. 

## Życiorys
Urodzony w imigranckiej rodzinie. Z wykształcenia profesor historii. Pracował jako nauczyciel akademicki, napisał ponadto liczne powieści, opowiadania, eseje i prace historyczne. Przeciwnik rządzącego od 1930 dyktatora Rafaela Trujillo. Protestował przeciwko rzezi Haitańczyków dokonanej z jego rozkazu. W 1937 udał się na emigrację. W 1939 założył Dominikańską Partię Rewolucyjną (PRD), której przewodniczącym pozostawał do 1966. Prowadzona przez niego partia była najbardziej popularnym ugrupowaniem opozycyjnym. W latach 1944–1952 zajmował różne stanowiska w rządzie kubańskim. Od 1952 wykładowca nauk politycznych na uniwersytecie w Kostaryce. W 1958 przeprowadził się do Wenezueli. Wziął udział w wyborach prezydenckich w Dominikanie z 20 grudnia 1962, w których zwyciężył dzięki poparciu klasy średniej, intelektualistów i chłopstwa. 
Urząd objął 27 lutego 1963. Bosch, jako człowiek o lewicowych poglądach, od samego początku nie budził sympatii rządu Stanów Zjednoczonych, który obawiał się istnienia na Karaibach rządu o lewicowym charakterze. 29 kwietnia uchwalił nową konstytucję, która miała demokratyczny i liberalny charakter. Dokument wzbudził sprzeciw w środowisku ziemian (ze względu na ograniczenie systemu latyfundiów), Kościoła katolickiego (za świecki charakter konstytucji), wojska (obawiającego się ograniczenia uprawnień) i przemysłowców (uznali że zbyt sprzyja ona robotnikom). Niepokój budziła również rządowa reforma rolna. W rezultacie 25 września 1963 wojsko przy poparciu wspomnianych grup społecznych przeprowadziło zamach stanu i obaliło Boscha. Prezydent udał się na wygnanie na Portoryko.
W kwietniu 1965 tzw. ruch konstytucjonalistyczny, kierowany przez młodych oficerów — zwolenników Boscha, podjął zbrojną próbę przejęcia władzy. Stany Zjednoczone wykorzystały bunt do wojskowej interwencji która wsparła rząd. W 1966 pozwolono mu na powrót do kraju. Bezskutecznie wystartował w wyborach prezydenckich tego samego roku. Po wyborczej porażce dobrowolnie udał się na emigrację do Hiszpanii. Do ojczyzny wrócił w 1970. W 1973 założył Partię Wyzwolenia Dominikany. Bezskutecznie kandydował jako jej kandydat w wyborach prezydenckich w latach 1978, 1982, 1986, 1990 i 1994.
Autor prac takich jak „Simón Bolívar“ (1960), „The Unfinished Experiment: Democracy in the Dominican Republic“ (1965), „David” (1966) oraz „Pentagonism” (1969).